# Luftskib L 19
Luftskib L 19 (fabriksnr. LZ 54) var en P-klasse zeppeliner, som blev bygget af Luftschiffbau Zeppelin i Friedrichshafen til den tyske Kaiserliche Marine og foretog sin første flyvning 19. november 1915.
Luftskibet udførte 14 missioner med kaptajnløjtnant Odo Löwe som kommandant og havde fra 22. november base i Dresden, men efter 9 uger flyttedes det 29. januar 1916 til luftskibsbasen i Tønder, men allerede 31. januar afgik det mod English Midlands på dets første bombetogt.
Togtet endte tragisk på Nordsøen, hvor hele besætningen på 16 mand druknede den 2. februar, efter at være blevet forladt af den engelske trawler King Stephen, som var kommet dem til undsætning. Hændelsen vakte stor forargelse verden over.

## Bombetogtet i England
Mandag den 31. januar 1916 modtog 9 af den Kaiserliche Marines luftskibskommandanter befaling om at indlede et natligt bombetogt mod mål i det centrale og nordlige England, heriblandt Liverpool, hvis muligt.
På luftskibsbasen i Tønder klargjordes luftskib L 19 med en bombelast på 1.600 kg under kommando af kaptajnløjtnant Odo Löwe og L 20 under kommando af Franz Stabbert.
De lettede lige over middag samme dag udi Nordsø-tågen mod sydvest for at tilslutte sig de øvrige zeppelinere i togtet L 11, L 13, L 14, L 15, L 16, L 17 og L 21 under ledelse af luftskibsflådens chef fregatkaptajn Peter Strasser, som personligt deltog ombord på luftskib L 11. Flere af disse var stationeret på luftskibsbasen i Nordholz ved Cuxhaven.
Som det sidste af luftskibene krydsede L 19 kysten nær Sheringham i Norfolk kl. 19.20 i regn og sne og fortsatte vestpå og nåede kl. 22.45 Burton-upon-Trent i East Midlands, hvor det som det 3. luftskib den nat kastede bomber over byen.
Derefter fortsatte L 19 mod sydvest til West Midlands, for med de resterende bomber at angribe industrianlæg omkring Birmingham. Omkring midnat bombedes nær West Bromwich byerne Wednesbury, Dudley, Tipton og Walsall (bydelene Pleck og Birchills). En pub i Tipton ødelagdes kl. 0.20, og eksisterer endnu som Bush Inn på 127 Park Lane West. En stald i Pleck ramtes og medførte døden for en hest, 4 grise og omkring 100 høns. 
Omkring 4 timer tidligere havde L 21 forårsaget mange dødsfald i Wednesbury og Walsall, men L 19 tilskrives ingen menneskers død. I England rapporteredes i alt 61 mennesker dræbte og 101 sårede.

## Havariet i Nordsøen
Formodentlig på grund af motorproblemer og deraf følgende radioproblemer ombord på L 19 bad kommandant Löwe først kl. 3.53 om en triangulær radiopejling fra pejlestationerne i Nordholz og Brugge og kunne meddeles en position mellem Kings Lynn og Norwich. Efter 10 timers flyvning over England krydsede L 19 kl. 5.25 Norfolks kyst og kl. 5.37 meddelte kommandanten sin angrebsberetning.
Kl. 14.00 var togtets andre luftskibe alle hjemme i hallerne på deres baser, bortset fra L 19, hvorfor man fordrede hjælp ved højsøflåden.
Kl. 16.20 nåede en melding basen i Nordholz:
"Radiotelegrafi-anlægget var uklar, til tider 3 motorer uklare, position omkring Borkum, vind ugunstig. L19".
En pejling viste imidlertid ikke en position ved den tysk-østfrisiske ø Borkum, men ca. 25 sømil nord for den hollandske ø Ameland. Pejlingen tilbagemeldtes til L 19 og en påbegyndt torpedobåds-eftersøgning aflystes, men da man ikke hørte mere nyt genoptoges den ved midnat.
Dagen efter kunne man i den hollandske avis Leeuwarder Courant læse, at kystvagten på Ameland eftermiddagen inden i tågen havde observeret et luftskib, der fløj meget lavt lige over vagtposten, højst sandsynlig en zeppeliner ude af kurs, som var mindre end 100 meter væk, da kystvagten affyrede mere end 60 skud og uden tvivl ramte mere end én gang. Luftskibet forsvandt i nordøstlig retning.

Flådekommandoens eftersøgning var resultatløs, bortset fra at man om morgenen den 2. februar fandt man en fyldt benzintank fra L 19 i vandet 12 sømil nord for Borkum, hvilket man formodede måtte være smidt i vandet i desperation for at vinde højde.
Den 3. februar opfangede den tyske hærs radiostation i Lille en melding om, at en engelsk trawler havde set vraget af L 19 drivende på havet 110 sømil øst for Flamborough Head med mange overlevende.
Tilsyneladende var L 19 efter beskydningen havareret på Nordsøen og drevet mod nordvest af den friske vind.
Et par dage senere rapporterede engelske aviser, at kaptajnen på trawleren "King Stephen" fra Grimsby, William Martin, havde talt med overlevende, der formåede at redde sig op på toppen af luftskibets forende.
Men han havde nægtet at tage dem ombord på sit skib, fordi han frygtede at blive overmandet og ved daggry den 2. februar 1916 forlod han havaristedet.
Timer senere druknede den tyske besætning, da luftskibet sank i det iskolde vand.

## Flaskeposterne
Historien om de havarerede tyske zeppelinfolks møde med den britiske trawler nåede hurtigt ud til offentligheden, både i Tyskland og England, og forargelsen kendte ingen grænser.
Debatten og spekulationerne i de to krigsførende lande fortsatte efter forskellige flaskeposter blev fundet, bl.a. af sejlskibet Stella nær Gøteborg omkring 3 uger efter forliset. Den var skrevet af den skibsbrudne besætning.
Her sættes blandt andet navn på den britiske trawler, King Stephen af Grimsby, og forliset beskrives.

Nogle svenske fiskere fandt vistnok i august 1916 ved Marstrand en flaskepost med kommandant Löwes rapport til sin overordnede.

Overmaskinmat Georg Baumanns ilanddrevne lig blev 21. juni 1916 fundet på Tranum Strand i Jammerbugten og blev begravet i Tranum.

Han skrev et brev til sin kone Grete og lagde det i sin termokande, der blev fisket op af et svensk skib, vistnok i august 1916.
Overmaskinmat Heinrich Spechts lig fandtes 23. juli 1916 opskyllet ud for Sønderho Havn og blev begravet der.

## King Stephen
Først ved hjemkomsten til Humber-fjorden ved Grimsby om morgenen den 3. februar varskoede fiskerskibet de britiske myndigheder, men opgav forkert position.
Senere efterforskning har vist, at dampskibet havde fisket på forbudt hollandsk område i Nordsøen, den såkaldte Cleaverbanke, da matrosen George Denny som den første på skibet opdagede et nødsignal fra zeppelineren.
Allerede i 3. februar udgaven af Hull Daily Mail, rapporteredes om 'A Grimsby Skipper’s Adventure', som blev en sensationel forsidenyhed overalt i Storbritannien dagen efter.
King Stephen kom aldrig ud at fiske igen, da den blev overtaget af den engelske flåde og udrustet som et såkaldt Q-skib med en 3-punds Hotchkiss maskinkanon.
Skibet blev 25. april 1916 sænket af den store tyske torpedobåd SMS G41 efter besætningen var opbragt. Den tilfangetagne kaptajn Tom Phillips blev stillet til ansvar for krigsforbrydelser, men sigtelserne frafaldtes, da man fandt ud af han ikke var identisk med fiskeskipperen, hvorefter besætningen behandledes som almindelige krigsfanger.

Kunstneriske gengivelser af mødet mellem zeppelineren og fiskerskibet udgaves bl.a. i Storbritannien og Frankrig som postkort

og i Tyskland som en satirisk erindringsmedalje i bronze med følgende tekst på bagsiden:

Fluch den Briten zur Zee ˑ Fluch eurem schlechten Gewissen - Hilfesuchende Schiffbrüchige haben untergehen müssen - 2.2.1916
Der hvilede efter sigende en forbandelse over skibet King Stephen og den 45-årige kaptajn William Martin, som havde 6 børn og led af hjerteproblemer og hallucinationer. Han døde 24. februar 1917 uden at have været ude at sejle igen.

I 2005

og 2014 har BBC lavet dokumentarudsendelser om ulykken.
I den nyeste af udsendelserne er et oldebarn til William Martin omdrejningspunkt om den tragiske hændelse.

## Eksterne links
- Zeppelin L 19 - Luftschiffe in Tondern Arkiveret 14. august 2017 hos  Wayback Machine - Das Tragödie von L19 Arkiveret 26. juni 2014 hos  Wayback Machine - zeppelin-museum.dk
- LZ 54 'L 19' Arkiveret 4. april 2015 hos  Wayback Machine - De ondergang van luchtschip L 19 Arkiveret 2. april 2015 hos  Wayback Machine - forumeerstewereldoorlog.nl
- Die Tragödie des Luftschiffs L19 Arkiveret 8. februar 2022 hos  Wayback Machine - fl18.de
- Luftschiff L 19 - frontflieger.de
- LZ 54 - luftschiff.de
- LZ54 Arkiveret 8. september 2014 hos  Wayback Machine - sebastianrusche.com
- Lz54 - L19 Arkiveret 13. august 2014 hos  Wayback Machine - p159.phpnet.org (fransk)
- LZ54(L19) - air-ship.info (kinesisk)
- 1-Feb-1916 Zeppelin LZ.54 - Aviation Safety Network
- Gefallene Marine-Luftschiff L 19 - archivgnoien.de.tl
- Zeppelin crashes into North Sea Arkiveret 13. oktober 2014 hos  Wayback Machine - history.com

1. ↑  The curse of the King Stephen Arkiveret 20. februar 2021 hos  Wayback Machine, af Rachel Branson
2. ↑  Luchtschepen boven ons land (Nederland en de Oorlog) - Leuwarden Courant 2. februar 1916
3. ↑  Luchtschepen boven Nederland in de Eerste Wereldoorlog (deel 2) Arkiveret 5. marts 2016 hos  Wayback Machine - landewers.net
4. ↑  Notes tell airship's fate - New York Times 25. februar 1916.
5. ↑  Une bouteille receuille en mer annonce la perte du Zeppelin L 19 Arkiveret 4. november 2014 hos  Wayback Machine - Cherbourg-Éclair 25. februar 1916
6. ↑  Last messages from L19 - Flight 17. august 1916
7. ↑  Flaschenpost vom Marine-Luftschiff L19 (LZ 54) Arkiveret 30. oktober 2014 hos  Wayback Machine - philclub-bavaria.de
8. ↑  Luftskib L19 - hjorthlarsen.blogspot.dk
9. ↑  Baumann, Georg - frontflieger.de og kirkebog
10. ↑  Specht, Heinrich - frontflieger.de og kirkebog
11. ↑  Heinrich Specht - dk-gravsten.dk
12. ↑  HMT King Stephen Arkiveret 7. december 2004 hos  Wayback Machine - rna-carmarthen.org.uk
13. ↑  FV King Stephen (GY1174) (+1916) - wrecksite.eu
14. ↑  Retribution. The 'King Stephen' trawler and zeppelin 'L19' incident in the North Sea Arkiveret 12. august 2014 hos  Wayback Machine - flightglobal.com
15. ↑  Guerre Aérienne - Chute du Zeppelin L. 19 dans la Mer du Nord Arkiveret 4. marts 2016 hos  Wayback Machine - delcampe.net
16. ↑  L 19 Arkiveret 3. marts 2016 hos  Wayback Machine - K-174 medalje (Untergang von L-19)
17. ↑  Trawler and zeppelin - Ashburton Guardian 3. marts 1919
18. ↑  Inside Out investigates why air raid on Midlands led to British fisherman being accused of war crimes - BBC 15. februar 2005
19. ↑  Torment of Grimsby trawlerman who left 16 Germans to die during First World War to feature in BBC show on Monday (Webside ikke længere tilgængelig) - grimsbytelegraph.co.uk
20. ↑  The trawlermen's story - bbc.co.uk
21. ↑  The Trawlermen (BBC World War I at Home) - Youtube 2014